# Flying in a Blue Dream
„Flying in a Blue Dream“ е албум на американския китарист Джо Сатриани, издаден през 1989 г. Това е третият му студиен албум.

## Информация за албума
В няколко песни Сатриани пее основните и беквокалите. Това е първият албум на Сатриани, в който той свири на хармоника и банджо. В „Headless“ чрез китара са симулирани вокали. „One Big Rush“ е използвана от Джон Кюзак във филма му „Кажи нещо“ (1989). Интрото в началото на песента „Flying in a Blue Dream“ не е планирано, но е записано въпреки това от продуцента Джон Куниберти, докато Сатриани свири. Явно усилвателят му е хванал честота от радио или телевизионна програма и Куниберти е решил да го запише. Сред записаните думи е и гласът на младо момче, което казва „понякога действат сякаш все още се харесват, а понякога не“. Същият откъс е използван и до днес, когато песента се изпълнява на живо.
Сатриани коментира в свое интервю за списание за китари, че като малък често е сънувал как лети над син кристален свят и това е дало в известна степен идеята за името на песента.
Песента „Back to Shalla-Bal“ е препратка към героя на Марвел Комикс Сребърния сърфист, който се завръща вкъщи с надеждата да възстанови връзката си с Шала-Бал, императрицата на Зен-Ла. Той е изобразен на обложката на „Surfing with the Alien“.
По време на записите умира бащата на Сатриани. Песента „Into The Light“ е композирана в негова памет. Родителите на Сатриани оказват силна подкрепа на сина си в артистичните му цели. Освен това сестрите му Джоан и Керъл са измислили дизайна за няколко от китарите му.
През 1997 г., албумът е преиздаден от Epic Records.

## Класиране
(Дадените таблици са само за Северна Америка).
| Година | Класация    | Позиция |
| ------ | ----------- | ------- |
| 1989   | Билборд 200 | 23      |

| Година | Сингъл               | Класация               | Позиция |
| ------ | -------------------- | ---------------------- | ------- |
| 1989   | „Big Bad Moon“       | Mainstream Rock Tracks | 17      |
| 1989   | „One Big Rush“       | Mainstream Rock Tracks | 17      |
| 1990   | „Back to Shalla-Bal“ | Mainstream Rock Tracks | 31      |
| 1990   | „I Believe“          | Mainstream Rock Tracks | 36      |

## Състав
- Джо Сатриани – китара, бас, банджо, хармоника, перкусия, клавишни, вокали (на песни 3, 5, 6, 8, 10 и 13), аранжимент, продуциране
- Стюарт Хам – бас
- Джеф Кампители – перкусия, барабани (електрически и акустични)
- Саймън Филипс – барабани
- Боб Смит – перкусия, барабани

|  | Тази страница частично или изцяло представлява превод на страницата Flying in a Blue Dream в Уикипедия на английски. Оригиналният текст, както и този превод, са защитени от Лиценза „Криейтив Комънс – Признание – Споделяне на споделеното“, а за съдържание, създадено преди юни 2009 година – от Лиценза за свободна документация на ГНУ. Прегледайте историята на редакциите на оригиналната страница, както и на преводната страница, за да видите списъка на съавторите. ВАЖНО: Този шаблон се отнася единствено до авторските права върху съдържанието на статията. Добавянето му не отменя изискването да се посочват конкретни източници на твърденията, които да бъдат благонадеждни. |